# 2000 (Manuel Turizo)
2000 è il terzo album in studio del cantante colombiano Manuel Turizo, pubblicato il 17 marzo 2023 dalla Sony Music